# Kanna
Kanna (Sceletium tortuosum) ist eine Pflanzenart aus der Gattung Sceletium in der Familie der Mittagsblumengewächse (Aizoaceae). Sie ist die am weitesten verbreitete Art der Gattung.

## Beschreibung
Sceletium tortuosum wächst ausgestreckt bis niederliegend und nur selten kletternd als ausdauernde sukkulente Pflanze. Die dachziegelartig angeordneten Laubblätter sind bei einer Länge von 3 bis 4 Zentimeter und einer Breite von 1 bis 1,5 Zentimeter flach dreieckig mit nach innen gebogenen Spitzen. Ihre drei (selten bis fünf) Blattadern sind gerade, die Nebenadern sind kaum auffällig. Die Blasenzellen der Epidermis sind groß, aber ziemlich flach.
In Südafrika reicht die Blütezeit von Juli bis September. Die vier bis fünf weißen bis blass gelben, lachs- oder blass rosafarbenen Kronblätter weisen einen Durchmesser von 20 bis 30 Millimeter auf und sind spitzzulaufend. Die stumpfen  Narben sind weniger als 2 Millimeter lang. Die 10 bis 15 Millimeter langen Kapselfrüchte sind vier- bis fünfkammerig und ihre Klappen sind geflügelt. Die Samen sind braun.

## Verbreitung und Systematik
Das Verbreitungsgebiet von Sceletium tortuosum erstreckt sich in Südafrika vom Namaqualand bis nach Montagu und Aberdeen.
Diese Art wurde 1753 von Carl von Linné unter dem Namen (Basionym) Mesembryanthemum tortuosum in seinem Werk Species Plantarum erstveröffentlicht. Nicholas Edward Brown stellte sie 1926 in die Gattung Sceletium. Es existieren zahlreiche Synonyme.

## Inhaltsstoffe und Wirkung
Mesembrin, Mesembrenin und Tortuosamin sind die Hauptalkaloide der Kannapflanze. Die frischen Blätter enthalten die stark reizende und toxische Oxalsäure, der Gehalt reduziert sich aber durch die Fermentierung und die Trocknung.

## Verwendung
Die Khoikhoi (Hottentotten) verwendeten die oberirdischen Pflanzenteile, fermentiert und getrocknet, zum Schnupfen, Kauen oder in Rauchmischungen. Nachdem die Holländer Südafrika besetzten, wurde das Kanna von ihnen Kougoed genannt, auf Deutsch „Kaugut“ oder „etwas gut zu Kauendes“.
Kanna wird als traditionelles Heilmittel gegen Bauchschmerzen, zur Beruhigung von Kindern und gegen Ängste und Depressionen eingesetzt. In kleinen Mengen wird ihm dabei eine beruhigende Wirkung nachgesagt, in höheren Dosen wirkt Kanna euphorisierend.